# Aristocypha immaculata
Aristocypha immaculata – gatunek ważki z rodziny Chlorocyphidae. Występuje w północnych i północno-wschodnich Indiach; stwierdzono go w stanach Bengal Zachodni, Uttarakhand, Meghalaya, Manipur, Asam i Arunachal Pradesh.